# Sand World

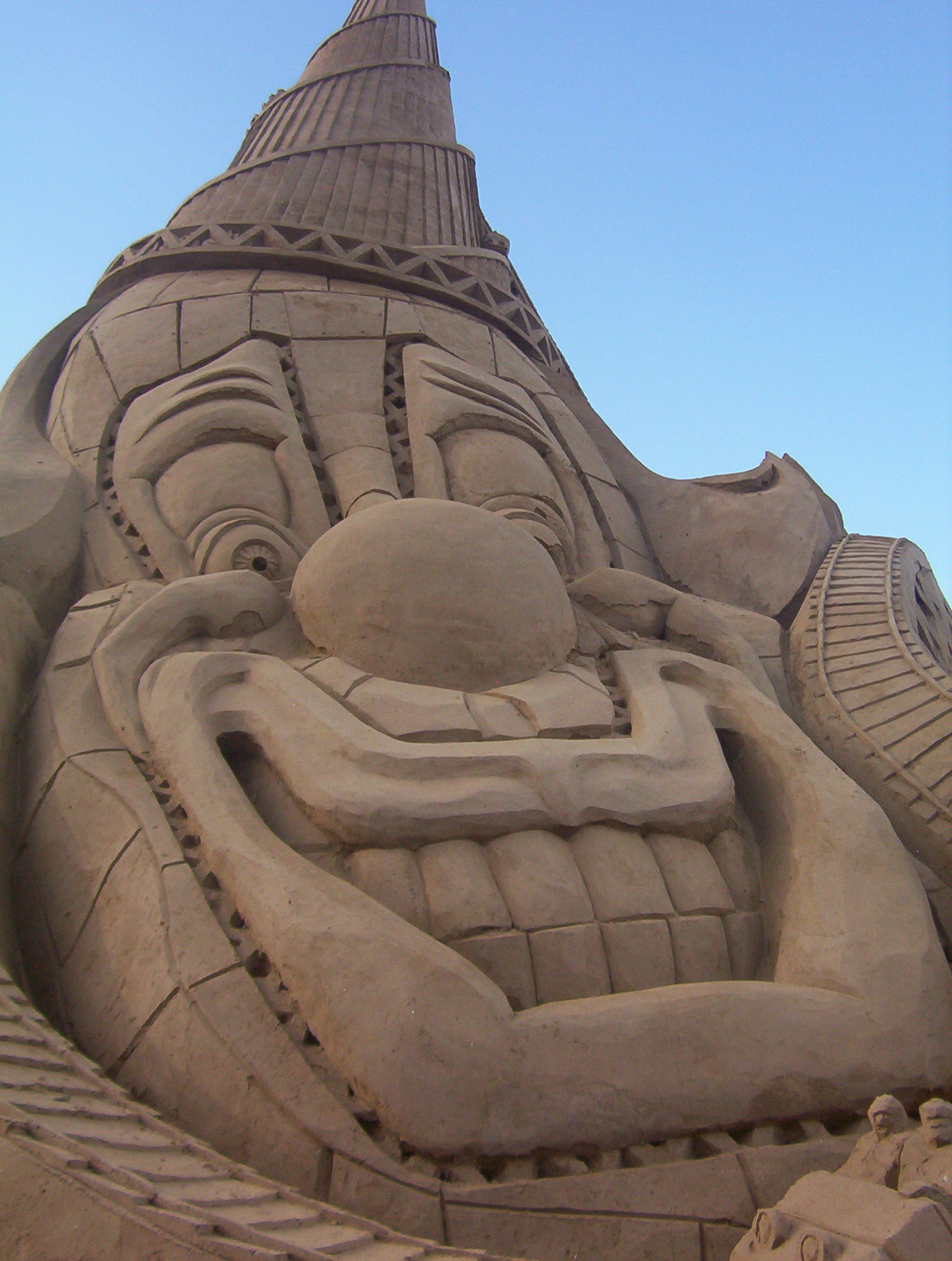
Sand World 2006 zum Thema Manege frei

Die Sand World war ein Sandskulpturfestival an der Ostsee in Deutschland.
Sie fand erstmals vom 12. Juli bis zum 1. September 2002 in Lübeck-Travemünde auf der Halbinsel Priwall statt. Auf einem Areal von rund 10.000 Quadratmetern besichtigten 450.000 Besucher die Skulpturen auf dem Priwallstrand an der Lübecker Bucht. 
Schon bei der Überfahrt mit der Personenfähre über die Trave konnte man im Sommer die bis zu zehn Meter hohen Skulpturen sehen. Das Team umfasste etwa 75 Skulpteure. Sie bearbeiteten die Sandfiguren aus den Mallen von oben nach unten mit verschiedenen Werkzeugen vom Pinsel bis zur Maurerkelle. Der Sand stammte nicht aus der Ostsee, weil die Körnchen dort zu rund sind, sondern aus der Maas.
Die Sand World 2007 war die letzte auf dem Priwall. Die Besucherzahlen waren – nicht zuletzt wegen des verregneten Sommers – mit rund 140.000 deutlich hinter den Erwartungen zurückgeblieben. Auch das Schwesterprojekt Ice World, bei der Skulpturen aus Eis gebaut wurden, verfehlte 2006/2007 die angestrebte Besucherzahl und fand seitdem nicht mehr statt.

## Themen
- 2002: Mittelalterliche Geschichte Lübecks als Königin der Hanse
- 2003: Weltwunder und Wunderwelten
- 2004: Mythos Olympia
- 2005: Fabelhaft & Märchenreich
- 2006: Manege frei!
- 2007: Zeitreise

## AusstellungSandskulpturen Travemündeam Fischereihafen
Seit 2018 werden Sandskulpturen am Travemünder Fischereihafen auf einer überdachten Ausstellungsfläche von 3500 Quadratmetern in drei  Bootshallen zu wechselnden Themen gezeigt. Thema des Jahres 2024 war „Legenden, Mythen und Sagen“.

## Sonstiges
Weitere Sandfigurenfestivals in Deutschland sind die Sandsation in Berlin und der Sandskulpturenwettbewerb des Nordseebads Tossens.